# Баранов, Михаил Михайлович (государственный деятель)
Михаил Михайлович Баранов — советский государственный и политический деятель, председатель Костромского областного исполнительного комитета.

## Биография
Родился в 1908 году. Член ВКП(б) с 1932 года.
С 1932 года — на общественной и политической работе. В 1932—1963 гг. — заместитель начальника цеха завода в Харькове,
заведующий Отделом, заместитель председателя Исполнительного комитета Харьковского областного Совета, уполномоченный Военного Совета фронта, заместитель председателя Исполнительного комитета Архангельского, Харьковского областного Совета, 1-й заместитель председателя Исполнительного комитета Вильнюсского областного Совета, заместитель заведующего Сельскохозяйственным отделом Костромского областного комитета КПСС, председатель Исполнительного комитета Костромского областного Совета, заместитель председателя Российского Союза потребительских обществ.
Избирался депутатом Верховного Совета РСФСР 4-го и 5-го созывов.